# Rezignacija
Rezignacija (iz latinskog re-signare, spustiti koplje i barjak na borbenim polju (signum), predaja, povući svoj potpis) označava (otprilike od sredine 19. stoljeća), ljudski stav ili raspoloženje predaje iz osjećaja beznađa.

## Značenja riječi
Rezignirati znači odustati, priznati poraz, otpisati nešto, prekrižiti nešto, odustati, izgubiti nadu.

## Vanjske poveznice
- Nastavni zavod za Javno zdravstvo
- Rezignacija ne pomaže  Arhivirana inačica izvorne stranice od 9. studenoga 2007. (Wayback Machine)